# Municipio de Portage (condado de Ottawa)
El municipio de Portage (en inglés: Portage Township) es un municipio ubicado en el condado de Ottawa en el estado estadounidense de Ohio. En el año 2010 tenía una población de 1291 habitantes y una densidad poblacional de 10,87 personas por km².

## Geografía
El municipio de Portage se encuentra ubicado en las coordenadas 41°31′5″N 82°54′8″O / 41.51806, -82.90222. Según la Oficina del Censo de los Estados Unidos, el municipio tiene una superficie total de 118.8 km², de la cual 23,27 km² corresponden a tierra firme y (80,41 %) 95,53 km² es agua.

## Demografía
Según el censo de 2010, había 1291 personas residiendo en el municipio de Portage. La densidad de población era de 10,87 hab./km². De los 1291 habitantes, el municipio de Portage estaba compuesto por el 95,35 % blancos, el 1,32 % eran afroamericanos, el 0,85 % eran asiáticos, el 1,08 % eran de otras razas y el 1,39 % eran de una mezcla de razas. Del total de la población el 7,28 % eran hispanos o latinos de cualquier raza.